# Gran Londres
El Gran Londres (en inglés: Greater London) es una subdivisión administrativa de alto nivel que cubre la ciudad de Londres, en Inglaterra (Reino Unido). Es una de las nueve regiones de Inglaterra y tiene el rango de condado ceremonial.
La zona administrativa del Gran Londres está compuesta por 32 municipios londinenses, incluyendo Westminster, pero excluyendo la City, conocida genéricamente como Londres, la capital del Reino Unido. Cubre un área de 1579 km² y tiene una población aproximada de 8 100 000 personas. Desde 1965 está dividido en dos zonas, Londres interior (Inner London), compuesta por doce municipios, y Londres exterior (Outer London), compuesta por veinte municipios.
Desde el año 2000, la región está administrada por la Autoridad del Gran Londres y tiene un alcalde de Londres, controlado por la Asamblea de Londres.
El estatus del Gran Londres es algo inusual. Oficialmente está clasificado como un condado ceremonial (excluyendo a Ciudad de Londres, que es un condado ceremonial por sí mismo), pero a la vez es una de las nueve regiones oficiales de Inglaterra. Es la única región de Inglaterra con un amplio poder, una asamblea regional electa y un alto cargo elegido también por elección directa.
No debe confundirse con el área metropolitana de Londres, definida en términos de modelos geográficos (fundamentalmente de transporte, como London commuter belt).

## Historia
El Gran Londres se creó oficialmente el 1 de abril de 1965, en sustitución de los antiguos condados administrativos de Middlesex y Londres, a los que se añadieron partes de Kent, Hertfordshire, Surrey y Essex. Actualmente, el Gran Londres limita con Essex, Hertfordshire, Buckinghamshire, Berkshire, Surrey y Kent.

Panorama del condado de Gran Londres.

El Gran Londres tuvo en origen un doble sistema de gobierno local, con el Consejo de Gran Londres compartiendo poder con la Corporación de Londres y los 32 consejos de distrito. El Consejo de Gran Londres fue abolido en el año 1986 bajo el gobierno de Margaret Thatcher. En el año 2000, el gobierno laborista creó una nueva autoridad del Gran Londres, que consiste en una asamblea y un alcalde que gobiernan toda la zona.
El término "Gran Londres" ya se utilizaba antes del año 1965, especialmente para referirse al área de operación del Metropolitan Police Service, que no coincidió con las fronteras del condado de Gran Londres hasta el año 2000. Actualmente se prefiere utilizar la expresión "Metropolitan Police District".

## Economía
El Gran Londres es una de los principales economías de Europa. Según Eurostat, su PIB en 2009 era de 335 600 millones de euros, €44 400 per cápita. Londres interior, por su parte, representa 232 400 millones de euros y 78 000 per cápita.

## Municipios de Londres
La distribución administrativa del Gran Londres está comprendida por los siguientes 32 municipios y la Ciudad de Londres: